# Lucas Dubau
Pour les articles homonymes, voir Dubau.
Lucas Dubau (né le 4 juin 1996 à Reims) est un coureur cycliste français, spécialiste du cyclo-cross.

## Biographie
Lucas Dubau a un frère jumeau Joshua également cycliste et leur père est Ludovic Dubau lui aussi cycliste.
En début d'année 2018, il est sacré champion de France de cyclo-cross espoirs, devant son frère jumeau Joshua.

## Palmarès en cyclo-cross
- 2011-2012
  - 2e du championnat de France de cyclo-cross cadets
- 2013-2014
  - Challenge la France cycliste de cyclo-cross juniors #1, Saint-Étienne-lès-Remiremont
  - Coupe du monde juniors #1, Fauquemont
  - 4e du championnat d'Europe de cyclo-cross juniors
- 2014-2015
  - Champion de Champagne-Ardenne de cyclo-cross
- 2015-2016
  - 3e du championnat de France de cyclo-cross espoirs
  - 10e du championnat d'Europe de cyclo-cross espoirs
- 2016-2017
  - 8e du championnat d'Europe de cyclo-cross espoirs
- 2017-2018
  -  Champion de France de cyclo-cross espoirs
  - Troyes Cyclocross International, Troyes
- 2022-2023
  - 3e du championnat de France de cyclo-cross en relais mixte
- 2023-2024
  - 3e de la Coupe de France